# Burlington (Dakota du Nord)
Pour les articles homonymes, voir Burlington.
La ville de Burlington est située dans le comté de Ward, dans l’État du Dakota du Nord, aux États-Unis, près de la confluence des rivières Souris et Des Lacs. Lors du recensement de 2010, sa population s’élevait à 1 060 habitants. 

## Histoire
Fondée en 1883, Burlington est la ville la plus ancienne du comté. Elle en a d’ailleurs été le siège jusqu’en 1888. Lors de la création du bureau de poste, le fonctionnaire donne à la localité le nom de sa ville d’origine, Burlington, dans l’Iowa.

## Démographie
| 1920 | 1930 | 1940 | 1950 | 1960 | 1970 |
| ---- | ---- | ---- | ---- | ---- | ---- |
| 300  | 270  | 200  | 200  | 262  | 247  |

| 1980 | 1990 | 2000  | 2010  | - | - |
| ---- | ---- | ----- | ----- | - | - |
| 762  | 995  | 1 096 | 1 060 | - | - |

## Source
- (en) Cet article est partiellement ou en totalité issu de l’article de Wikipédia en anglais intitulé « Burlington, North Dakota » (voir la liste des auteurs).